# Въздухари
„Въздухари“ (на английски: Airheads) е американски комедиен филм от 1994 г. на режисьора Майкъл Леман, сценарият е на Рич Уилкис и във филма участват Брендън Фрейзър, Стийв Бусеми, Адам Сандлър, Крис Фарли, Ърни Хъдсън, Майкъл Маккийн, Джъд Нелсън, Майкъл Ричардс, Ейми Локейн и Джо Мантеня.